# 罗村街道
罗村街道，通稱南海罗村，是中华人民共和国广东省佛山市南海区的一个已撤銷的街道，南臨汾江，有“玻璃之乡”和“照明灯饰专业镇”之称。古屬南海县。
辖区总面积44.64平方公里，2012年时，下辖11个社区（乐安社区、联星社区、联和社区、街边社区、沙坑社区、上柏社区、下柏社区、罗村社区、务庄社区、朗沙社区、芦塘社区）以及沙堤机场。户籍人口6.69万人，流动人口7万多人。2013年3月15日，广东省民政厅批复同意撤销罗村街道办事处，将其行政区域并入狮山镇。為方便群眾辦事，在羅村設置獅山鎮羅村社會管理處。